# Bakterivore
Bakterivore sind frei lebende, einzellige, heterotrophe Organismen, die ihren Energie- und Nährstoffbedarf über die Phagozytose von Bakterien decken. Einige Amöbenarten und einige Arten der Protozoa sind bakterivor. Zu ihrer Beute gehören nahezu alle Arten von Bakterien. Die Sporen einiger Arten wie Clostridium perfringens stellen aufgrund ihrer zellspezifischen Eigenschaften keine Beute dar.

## Bakterivore in der Mikrobiologie
In der Wassermikrobiologie können Wasserproben in Hinsicht auf Mikroorganismen untersucht werden. Bei den meisten unbehandelten Wasserproben muss angenommen werden, dass außer Bakterien auch Bakterivore in den Proben zu finden sind. Durch Zugabe des Antibiotikums Cycloheximid werden Bakterivore selektiv aus den Proben entfernt, da Cycloheximid ihr Wachstum hemmt. Für bakteriell behaftetes Sediment liegt die ermittelte Menge des zugegebenen Cycloheximids bei 2 g pro 100 g Sediment.
Bei der Untersuchung von Sporen kann auf den Zusatz von Cycloheximid verzichtet werden.

## Bekannte Bakterivore
- Ceriodaphnia quadrangula
- Diaphanosoma brachyura
- Pantoffeltierchen (Paramecium)
- einige Glockentierchen (Vorticellidae)

## Referenzen
- Davies, Cheryl M. et al.: Survival of Fecal Microorganisms in Marine and Freshwater Sediments, 1995, PMC 167451 (freier Volltext)